# Sálvio de Figueiredo Teixeira
Sálvio de Figueiredo Teixeira GOMM (Pedra Azul, 5 de maio de 1939 — Brasília, 15 de fevereiro de 2013) foi um professor, acadêmico, advogado, desembargador e juiz brasileiro. Foi ministro do Superior Tribunal de Justiça (STJ) designado pelo governo Sarney.
Foi doutor em Direito pela UFMG, juiz de Direito, desembargador do Tribunal de Justiça de Minas Gerais e ministro do STJ, aposentado devido a sequelas de um acidente vascular cerebral (AVC).
Faleceu em 15 de fevereiro de 2013, em Brasília, aos 73 anos.

## Biografia
A história da educação judicial no Brasil se confunde com a trajetória de um magistrado que, antes de tudo, era um professor. Em seus mais de quarenta anos de magistratura, Sálvio de Figueiredo Teixeira fez da qualificação dos juízes brasileiros uma bandeira. Seu grande sonho foi concretizado com a instalação da Escola Nacional de Formação e Aperfeiçoamento de Magistrados (Enfam), instituição que agora carrega seu nome.
O mineiro de Pedra Azul abraçou a educação antes de entrar no mundo do Direito. Foi na pequena cidade de Sacramento, próximo à turística Araxá, que o futuro ministro do Superior Tribunal de Justiça (STJ) iniciou a carreira de professor, lecionando Inglês, Português e Literatura numa escola secundária. A obsessão com o ensino não diminuiu depois de uma bem sucedida trajetória acadêmica na Universidade Federal de Minas Gerais (UFMG) onde, entre a graduação e o doutorado, especializou-se em Direito Público.
Aos 27 anos foi aprovado para a magistratura no Tribunal de Justiça do Estado de Minas Gerais (TJMG). Foi lá que começou o trabalho pioneiro de desenvolvimento da Educação Judicial no Brasil. Em 1972, recebeu uma bolsa da Universidade de Lisboa. Aproveitou a estadia na Europa para conhecer a fundo os modelos de escolas para magistrados que estavam se consolidando em Portugal, na Espanha e na França.
Voltou ao Brasil convencido de que era imprescindível melhorar a qualificação dos jovens juízes. Ele mesmo havia sofrido com a falta de experiência e conhecimento ao ter de presidir uma eleição municipal logo após assumir a comarca de Passa Tempo. Organizou, por conta própria, apostilas com modelos de sentença, petições e outras informações úteis para a atividade judicante.
Sálvio de Figueiredo recebeu o incentivo do desembargador Edésio Fernandes, então presidente do TJMG, para iniciar as primeiras experiências oficiais de cursos de iniciação para juízes novatos e reciclagem para os veteranos. Em 1977, a corte mineira inaugurava primeira escola judicial do país coordenada diretamente por um Tribunal. Essa foi apenas a primeira das várias vitórias de Sálvio na área da Educação. Foi professor de Direito Civil na UFMG e na Universidade de Brasília (UnB). Também fundou a prestigiada Faculdade de Direito Milton Campos em Belo Horizonte. Dirigiu a Escola Nacional da Magistratura (ENM) da Associação dos Magistrados Brasileiros (AMB) por quase dez anos. Tal experiência foi decisiva para o magistrado conceber a instituição que viria a ser a Enfam.
O ministro Sidnei Beneti, do STJ, substituiu Sálvio de Figueiredo no comando da ENM. O magistrado ressalta a generosidade do mestre em reconhecer o mérito de colegas e colaboradores. “Essas atitudes faziam que ele fosse respeitado por todos. Sálvio dizia que a criação de uma escola para os magistrados era sua missão de vida e, mesmo com todas as dificuldades, ele conseguiu. Sálvio fazia a diferença”, afirmou.
A então diretora-geral da Enfam (2013), ministra Eliana Calmon, é outra que nutre extrema gratidão ao ministro Sálvio. Foi ele quem deu apoio decisivo à ministra no então incipiente projeto de implantação da Escola da Magistratura do Tribunal Regional Federal da 1.ª Região (TRF-1), no fim dos anos 1980. “Devo muito da minha carreira ao ministro Sálvio. Aprendi com ele a ser uma magistrada melhor e a valorizar a educação permanente da magistratura”, destacou.
Sálvio de Figueiredo reuniu notáveis da magistratura e da academia para conceber o projeto de criação da Enfam – tornado realidade com a reforma do Judiciário prevista na Emenda Constitucional n. 45 de 2004. “Ele não fazia distinção entre as pessoas, de que estados viam ou cargo que ocupavam. O que ele exigia era dedicação e comprometimento com o trabalho”, revela Simone Ribeiro, viúva do ministro.
Sálvio também comandou a equipe que elaborou o projeto pedagógico da Enfam. Entretanto, o ministro nunca chegou a dirigir a instituição. Um acidente vascular cerebral (AVC) fez com que o visionário da educação judicial tivesse de se aposentar em 2006.
Mesmo com limitações físicas, Sálvio de Figueiredo continuou trabalhando pela educação dos juízes brasileiros. Sidnei Beneti lembra que, em seu último encontro com o ministro, ele dizia estar planejando a organização de cursos para magistrados em Israel e em Portugal. “Apesar dos problemas de fala e dificuldades para escrita, ele ainda tinha planos e ideias. Como dito na obra ‘Grande Sertão Veredas’, é pra frente que se anda, especialmente se tratando de Sálvio”, completou.
Admitido à Ordem do Mérito Militar em 2000 no grau de Comendador especial pelo presidente Fernando Henrique Cardoso, foi promovido pelo mesmo presidente em 2002 ao grau de Grande-Oficial.
Sálvio Figueiredo faleceu no dia 15 de fevereiro de 2013 aos 74 anos. Por iniciativa da ministra Eliana Calmon, a Enfam agregou o nome do magistrado em sua nomenclatura oficial.